# 6 Voltios
6 Voltios — перуанская панк-рок-группа, сформировалась в 1998 году.

## История
Свою карьеру группа начала ещё в колледже. Позже на конкурсе Hamilton Rock они получают второе место. Наиболее удачным для группы стал 1999 год благодаря дебютному альбому Desde el sótano. 6 Voltios выпустили 6 студийных одобрительно принятых аудиторией Перу и всей Латинской Америки.

## Дискография
- 1999 — Desde el sótano
- 2000 — Generación Perdida
- 2003 — Día Plástico
- 2006 — Descompresión

## Участники
- Алексис Корфиатис — вокал, гитара
- Марсель Кайлло — бэк-вокал, бас-гитара
- Маурицио Льона — ударные

## Бывшие участники
- Эмилио Брюс — бас-гитара